# 로켓탄

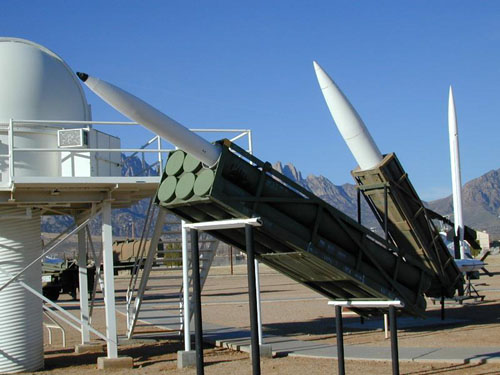
MLRS의 로켓탄

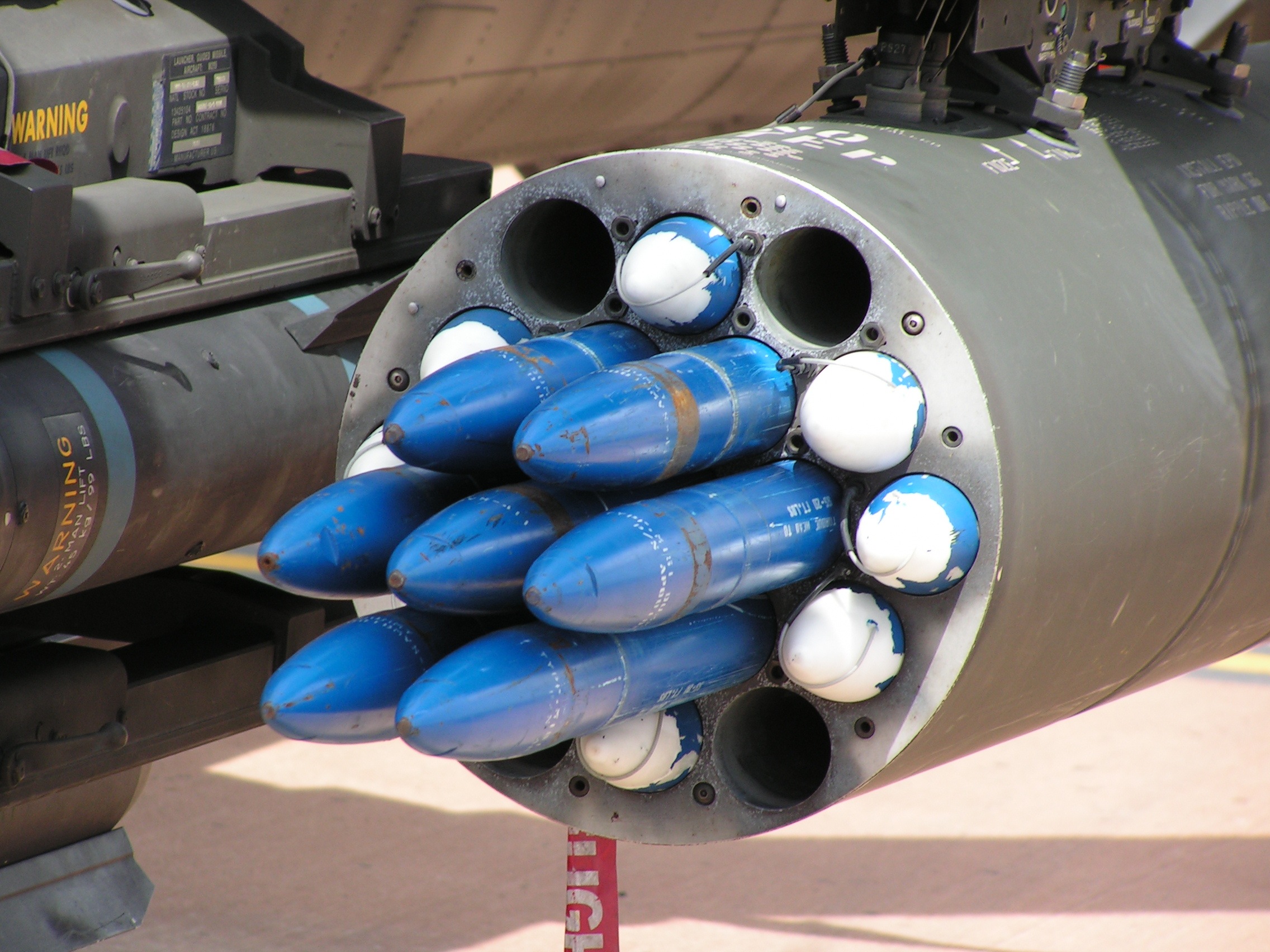
히드라 70의 로켓 포드

로켓탄(영어: rocket bomb)은 추진제인 화약의 연소나 압축 가스의 분출로 추력을 얻어 자력으로 비행하는 능력이 있는 폭탄 또는 포탄이다.

## 개요
일반적인 정의로는 대체로 추진기를 갖춘 무기이다. 어떤 유도 장치를 가진 것(제트 추진도 포함하여)을 미사일, 유도 장치를 갖지 않는 것을 로켓으로 구별하기도 한다.
수납 케이스로부터 직접 단독으로 발사할 수 있는 것도 있지만, 전용의 발사 장치에서 사출되는 것도 있어서, 로켓탄 전용의 발사기는 로켓 런처, 약실과 폐쇄기를 가지고 있는 대포형인 것은 로켓포라고 불린다. 로켓 런처에는 원통형, 상자형, 레일형 등 다양한 형태가 있고, 소형으로 병사가 개인적으로 휴대해 발사할 수 있는 것도 있다. 또한 대포형의 장사정이고 크고 무거운 로켓포는 반동이 있어서 무거운 챠량에 탑재된다.

## 같이 보기
- 미사일
- 로켓
- 로켓 엔진
- 로켓 연료